# Habropogon cochraneae
Habropogon cochraneae är en tvåvingeart som beskrevs av Jason Gilbert Hayden Londt 2000. Habropogon cochraneae ingår i släktet Habropogon och familjen rovflugor. Inga underarter finns listade i Catalogue of Life.